# Dieter Vollhardt
Dieter Vollhardt (8 de setembro de 1951) é um físico alemão.
É professor em Augsburgo, desde 1996.

## Obras
- com Gabriel Kotliar, Strongly correlated materials: Insights from dynamical mean field theory, Physics Today, März 2004
- com Peter Wölfle, Superfluid Phases of Helium 3, Taylor and Francis 1990
- Superfluides Helium 3: Die Superflüssigkeit, Teil 1-3, Physikalische Blätter, Bd.39, 1983, S.41, 120, 151
- Strong-coupling approaches to correlated Fermions, in: Enrico Fermi Kurs 121, Broglia, Schrieffer (Herausgeber), North Holland 1994
- Elektronische Korrelationen und Magnetismus - eine Einführung, pdf